# NGC 4051
NGC 4051 ist eine Balken-Spiralgalaxie mit aktivem Galaxienkern vom Hubble-Typ SBbc im Sternbild Großer Bär am Nordsternhimmel. Sie ist schätzungsweise 33 Millionen Lichtjahre von der Milchstraße entfernt und hat einen Durchmesser von etwa 50.000 Lichtjahren. Die Galaxie enthält ein supermassives Schwarzes Loch mit einer Masse von 1,73 Millionen Sonnenmassen und ist als Seyfert-1,5-Galaxie klassifiziert.

Sie ist Teil M109-Gruppe und hellstes Mitglied der NGC 4051-Gruppe (LGG 269). 
Die Supernovae SN 1983I (Typ Ic), SN 2003ie (Typ IIP) und SN 2010br (Typ Ib/c) wurden hier beobachtet.
Das Objekt wurde am 6. Februar 1788 von dem Astronomen William Herschel mithilfe eines 18,7 Zoll-Teleskops entdeckt.

## NGC 4051-Gruppe (LGG 269)
| Galaxie   | Alternativname | Entfernung / Mio. Lj |
| --------- | -------------- | -------------------- |
| NGC 3906  | PGC 36953      | 45                   |
| NGC 3938  | PGC 37229      | 38                   |
| NGC 4051  | PGC 38068      | 33                   |
| NGC 4096  | PGC 38361      | 28                   |
| NGC 4111  | PGC 38440      | 37                   |
| NGC 4117  | PGC 38503      | 44                   |
| NGC 4138  | PGC 38643      | 42                   |
| NGC 4143  | PGC 38654      | 44                   |
| NGC 4183  | PGC 38988      | 44                   |
| NGC 4218  | PGC 39237      | 35                   |
| NGC 4288  | PGC 39840      | 26                   |
| NGC 4346  | PGC 40228      | 40                   |
| NGC 4389  | PGC 40537      | 35                   |
| IC 750    | PGC 37719      | 33                   |
| PGC 36990 | UGC 6805       | 52                   |
| PGC 37038 | UGC 6818       | 38                   |
| PGC 38356 | UGC 7089       | 36                   |
| PGC 38582 | UGC 7129       | 43                   |
| PGC 37584 | UGC 6930       | 38                   |